# Рембехова
Рембехова (пол. Rembiechowa) — село в Польщі, у гміні Окса Єнджейовського повіту Свентокшиського воєводства.
Населення — 415 осіб (2011).
У 1975-1998 роках село належало до Келецького воєводства.

## Демографія
Демографічна структура на день 31 березня 2011 року:
|          | Загалом | Допрацездатний вік | Працездатний вік | Постпрацездатний вік |
| -------- | ------- | ------------------ | ---------------- | -------------------- |
| Чоловіки | 199     | 42                 | 138              | 19                   |
| Жінки    | 216     | 49                 | 122              | 45                   |
| Разом    | 415     | 91                 | 260              | 64                   |